# دينيز باريش
دينيز باريش (بالتركية: Deniz Barış)‏ هو لاعب كرة قدم ألماني وتركي في مركز الدفاع، ولد في 2 يوليو 1977 في كيماه في تركيا. شارك مع منتخب تركيا لكرة القدم. أما مع النوادي، فقد لعب مع أنطاليا سبور وغرويتر فورت وغنتشلربيرليغي ونادي سانت باولي ونادي فنربخشة.

## وصلات خارجية
- دينيز باريش على موقع الاتحاد الدولي (مؤرشف)  (الإنجليزية)
- دينيز باريش على موقع الاتحاد الأوربي (الإنجليزية)
- دينيز باريش على موقع اتحاد تركيا (لاعب) (الإنجليزية)
- دينيز باريش على موقع قاعدة بيانات كرة القدم.إي يو (الإنجليزية)
- دينيز باريش على موقع ناشيونال فوتبول تيمز (الإنجليزية)
- دينيز باريش على موقع Soccerway.com (الإنجليزية)
- دينيز باريش على موقع عالم كرة القدم.نت (الإنجليزية)